# Sumelis leucostictipennis
Sumelis leucostictipennis är en skalbaggsart som först beskrevs av Stefan von Breuning 1967.  Sumelis leucostictipennis ingår i släktet Sumelis och familjen långhorningar. Inga underarter finns listade i Catalogue of Life.